# Aulo Vibenna
Aulo Vibenna (Aule Vipinas; fl. VI secolo a.C.) è stato un condottiero etrusco che durante il VI secolo a.C. conquistò Roma insieme al fratello Celio Vibenna (Caile Vipinas).

## Biografia
L'esistenza storica di Aulo Vibenna è confermata da alcuni reperti archeologici, tra cui un bicchiere trovato a Veio (la base di un calice di bucchero, proveniente dal santuario di Portonaccio; databile al secondo quarto o metà del VI secolo a.C.), che reca l'iscrizione "mini muluva[an]ece avile vipiienas" ovvero "donatomi da Aulo Vibenna".
Un altro vaso più recente, sempre di fattura etrusca a figure rosse, oggi conservato presso il Musée Rodin di Parigi, probabilmente scoperto a Vulci, risalente al V secolo a.C., contiene l'iscrizione etrusca "coppa di Aulo Vibenna", in memoria di questo personaggio, un secolo dopo.
Sembra che Aulo sia stato presente a Roma. Arnobio fa riferimento a Fabio Pittore, il quale accenna all'omicidio di Aulo (la cui testa fu trovata sul Campidoglio, la cui etimologia sarebbe caput Oli, dove Oil sta per Aul), da parte di uno "schiavo di suo fratello" (Servio Tullio). I fratelli Vibenna appaiono anche su uno specchio etrusco da Bolsena e quattro urne da Chiusi.
C'è, infine, la famosa tomba François a Vulci, che contiene le scene dei fratelli Aulo e Celio Vibenna, insieme ad un certo Macstarna (il futuro sesto re di Roma, Servio Tullio), insieme ad altri compagni d'avventura, come « Larth Ulthes», «Rasce» e «Marce Camitlnas». Queste immagini mostrano anche l'esecuzione dei personaggi che portano i nomi di «Laris Papathnas Velznach» (di Volsinii), «PESNA Arcmsnas Sveamach» (di Sovana), «'Venthical» […] «plsachs» e «Cneve Tarchunies Rumach» (associato a Tarquinio Prisco di Roma). Sembra che Celio, Aulo, Rasce e Marce, fossero prigionieri, venendo liberati da Ulthes Larth, che fa irruzione nel campo, armando i suoi compagni con delle spade. I prigionieri sono rappresentati mentre uccidono i loro rapitori, dove Mastarna libera Celio Vibenna.